# محطة قطار ماركت هاربورو
محطة قطار ماركت هاربورو (بالإنجليزية: Market Harborough railway station)‏‏ هي محطة قطار في ليسترشير في المملكة المتحدة، تُشغلها قطارات إيست ميدلاند. افتُتحت هذه المحطة في 1 مايو 1850، ويبلغ عدد مسارات أرصفتها 2.